# アヒ・リモン
レモン・ドロップ・ペッパー（英語: Lemon drop pepper）とも呼ばれるアヒ・リモン（スペイン語: Ají limón）は調味料として用いられる唐辛子。ペルーではqillu uchuの名で広く親しまれる。アヒ・アマリージョの一種で、長さ約6cm・幅1.2cmのしわのあるコーン・ペッパー状の実をつける。味は土臭さがなくとても美味しく、フローラルな香りと評価されるが、その見た目から悪戯に辛すぎないシトラス風味の黄色唐辛子だと説明される。

## 説明
アヒ・リモンはアヒ・アマリージョの典型的代表種とされる。アヒ・リモンはまっすぐに高く分岐しながら成長し、作付初年度には1.5mから2mにまで成長する。葉の色は濃緑色で他の品種に比べ幅が狭い。花弁の色は白から緑で、基部には黄色から緑の斑点がある。アヒ・リモンは収穫量の高い品種で、年に100以上の実が収穫できる。受粉から実の熟成までの期間は約80日である。